# Norbury, Staffordshire
Norbury är en ort och civil parish i Storbritannien.   Den ligger i grevskapet Staffordshire och riksdelen England, i den södra delen av landet, 210 km nordväst om huvudstaden London. Norbury ligger 97 meter över havet och antalet invånare är 323.
Terrängen runt Norbury är platt. Runt Norbury är det ganska tätbefolkat, med 222 invånare per kvadratkilometer. Närmaste större samhälle är Telford, 16,3 km sydväst om Norbury. Omgivningarna runt Norbury är en mosaik av jordbruksmark och naturlig växtlighet.